# صالح محمد (لاعب سنوكر)
صالح محمد هو لاعب سنوكر أفغاني، ولد في 24 فبراير 1973 في أفغانستان.

## روابط خارجية
- صالح محمد على موقع CueTracker.net (الإنجليزية)